# فرد پلی
فرد پلی (به انگلیسی: Fred Pelly) بازیکن فوتبال زادهٔ ۱۱ اوت ۱۸۶۸ اهل کشور انگلستان که سابقهٔ بازی در تیم ملی فوتبال انگلستان را در کارنامهٔ خود دارد. وی در تاریخ ۲۵ فوریه ۱۸۹۳ نخستین بازی ملی خود را در مقابل تیم ملی فوتبال ایرلند انجام داد و با حضور در ۳ بازی ملی، در تاریخ ۷ آوریل ۱۸۹۴ واپسین بازی ملی‌اش را در برابر تیم ملی فوتبال اسکاتلند برگزار کرد.